# 竜仙の滝
竜仙の滝（りゅうせんのたき）は大阪府茨木市車作にある自然の滝である。

## 概要
安威川を流れ落ち、岩の間を流れ落ちる全長13mの滝である。武士自然歩道の景勝の一つに認定されている。
竜仙峡の上部に位置する。この滝に行くまでの登山道は武士自然歩道と阿武山登山道に指定されている。また途中に険しい個所があり、多少困難である。
名前の由来は、竜王山や竜仙峡が付近に位置するため、影響されたと考えられる。

## アクセス
- 阪急京都本線 茨木市駅から阪急バス車作行き乗車、車作下車。